# Kraft durch Freude
Pour les articles homonymes, voir Kraft et KDF.

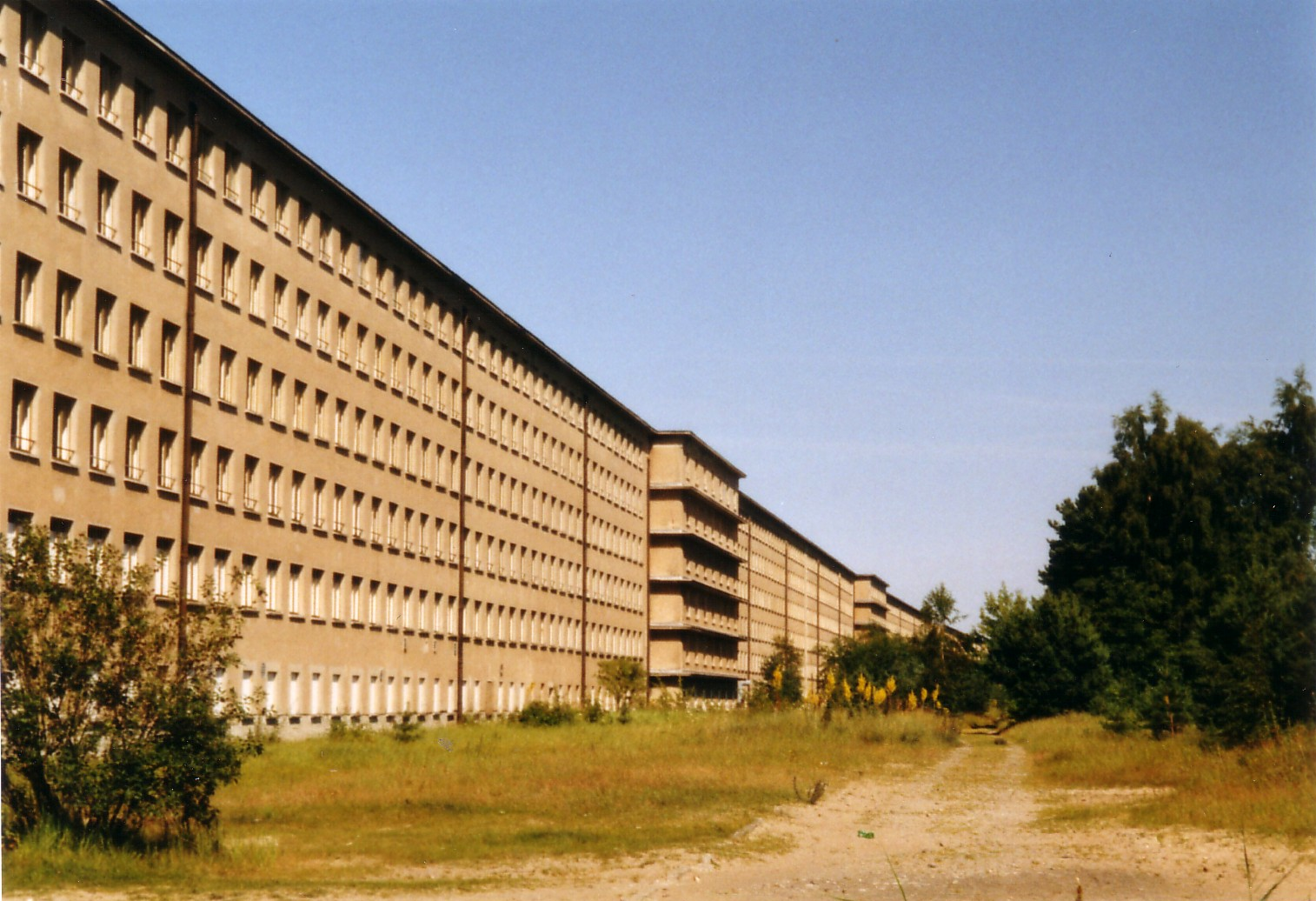
Les ruines de Prora, immense complexe balnéaire.

Le mouvement appelé Kraft durch Freude (KdF, en français La force par la joie) était une vaste organisation de loisirs contrôlée par l'État nazi ; elle faisait partie du Deutsche Arbeitsfront (DAF, Front allemand du travail) qui s'était substitué aux syndicats, dissous le 1er mai 1933.

## Soutien du Front du Travail
Le président du DAF, Robert Ley, avait découvert cette forme d'encadrement des activités dans l'Italie fasciste de Mussolini (Dopolavoro, « après le travail ») et l'avait proposée à Adolf Hitler. En 1937, des accords sont conclus entre les deux organisations.
Le 27 novembre 1933, le ministre du Travail du Reich créait l'organisation Kraft durch Freude, qui porte d'abord le nom de Nach der Arbeit (« Après le travail »).
Cette organisation prend rapidement une forme imposante : subventionnée par le Front du Travail (auquel appartient l'ensemble des salariés du Reich), elle hérite des biens et réseaux de loisirs des organisations socialistes, et peut ainsi proposer, pour un prix modique, de nombreuses distractions sportives et culturelles à la population, réservées jusqu'alors à une élite.

## Réalisations
Organisation de masse supervisant 30 millions de personnes, le KdF est alors en mesure de subventionner les loisirs de ses membres parfois à hauteur de 75 %, ce qui crée alors dans les régions touristiques du Reich, un essor économique important et un afflux de touristes dans certains pays amis ou en passe de le devenir, esquissant ainsi les contours de l'influence allemande en Europe et en Afrique.
Ainsi, de grands navires comme le Wilhelm Gustloff sont construits spécialement pour les croisières organisées par la KdF. L'organisation dispose alors de nombreux paquebots, qui contrairement aux usages de l'époque, ne proposent pas une hiérarchisation des cabines en classes. Lors des croisières, l'estivant est invité à participer à la collectivité des passagers, et par delà, à la collectivité nationale, par son attitude, son respect des consignes, son engagement dans les activités proposées, etc. En janvier et février 1945, ces paquebots, appuyés par des unités de la Kriegsmarine, participent à l'évacuation des civils des poches de Prusse Orientale et de Poméranie envahie par les troupes soviétiques.

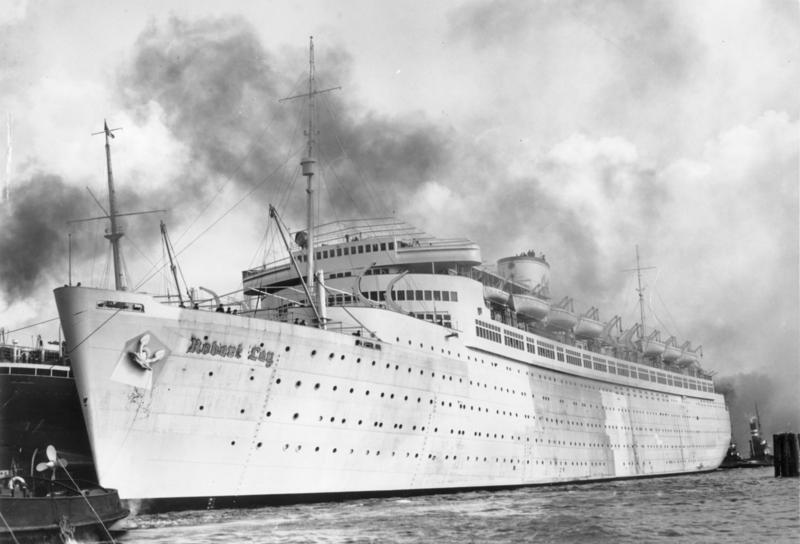
Le bateau de la KdF Robert Ley, en mars 1939.
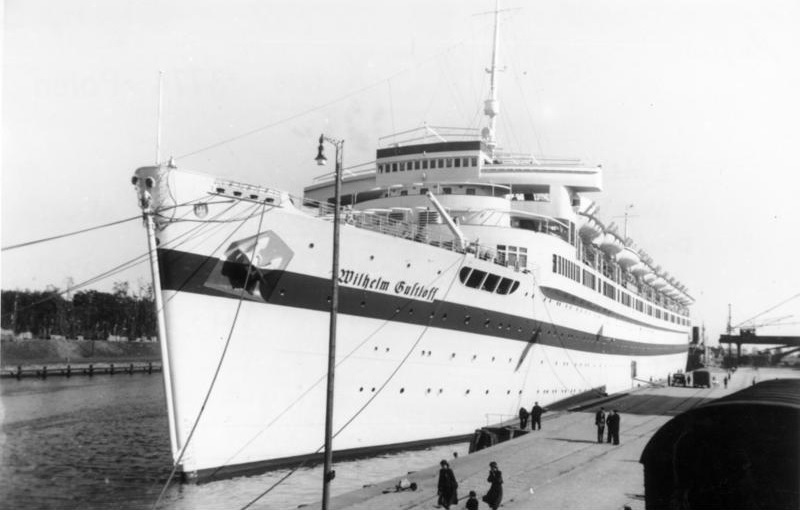
Le bateau de la KdF Wilhelm Gustloff, le 23 septembre 1939.

La KdF met également en place la production d'une voiture bon marché, la KdF-Wagen, ancêtre de la Volkswagen Coccinelle (voir Ferdinand Porsche). Une nouvelle ville, baptisée KdF-Stadt, est construite à côté du village de Wolfsbourg près de Hanovre pour y abriter usines et ouvriers. Le KdF organise un système d'épargne spécial pour permettre aux simples ouvriers de s'offrir le luxe d'une voiture. Toutefois, à cause de la Seconde Guerre mondiale, ces réalisations seront peu nombreuses, et les usines et KdF se concentreront sur les efforts de guerre.
Son bureau Volkstum und Heimat se spécialise sur les questions de folklore et de protection du paysage. À partir d'avril 1934, il édite une revue éponyme, poursuivant l'action de Das Land, périodique créé en 1893 dans le contexte du mouvement appelé Heimatschutz (en) ; cette récupération poursuit néanmoins des objectifs idéologiques différents. Ce bureau travaille notamment à promouvoir certains thèmes, note l'historienne Anne-Marie Thiesse : « chants et danses populaires, artisanat, excursions, fêtes, costumes traditionnels ». Le bureau supervise notamment la Fête nationale de la moisson, initiée en 1933. Lors des congrès du NSDAP à Nuremberg, les régions du Reich sont mises en valeur dans une perspective unitaire, en particulier celles de pays étrangers où vivent des Allemands, qui seront plus tard annexées militairement.
Comme en Italie, le folklore est mis en avant, par opposition à l'« art dégénéré », afin de célébrer la patrie, une communauté unitaire désormais présentée sans classes sociales, qui en a prétendument fini avec le capitalisme et l'élitisme culturel. Au début du premier numéro de Volkstum und Heimat figure ainsi une photo d'Hitler en habit traditionnel, et, par la suite des clichés de citoyens du Reich en costumes régionaux ou des jeunes gens dynamiques portés par l'esthétique mise en place par Leni Riefenstahl. Anne-Marie Thiesse poursuit : « Les idéologues hitlériens assignent au travail sur la culture populaire une fonction précise : non pas conserver pieusement le passé mais retrouver l'énergie primitive et forger, à partir des forces qui jaillissent du sol et du sang, du Blut und Boden, un homme nouveau, véritablement allemand, c'est-à-dire national-socialiste ». De nombreux films sont produits en ce sens. Toutefois, contrairement à la mise en scène du folklore italien, le racisme est particulièrement mis en avant en Allemagne. Au fil du temps, le bureau Rosenberg et l’Ahnenerbe prennent de plus en plus de poids sur la gestion du folklore allemand, en faisant primer le paganisme sur les fêtes chrétiennes traditionnelles.

## Bilan
Comme toutes les organisations nazies, le KdF montre ses limites, par son impopularité et par le dévoiement des objectifs assignés au départ. Ces limites génèrent des fissures dans la propagande mise en avant par le régime, et dès avant le déclenchement du conflit, une désaffection de la population pour cette organisation nazie.
Assez rapidement, l'envers du décor montre une organisation impopulaire, tant auprès des professionnels du tourisme que des usagers, les uns à cause de l'obligation de casser les prix, les autres à cause du décalage entre la propagande et la réalité. De plus, surveillés[pas clair] par des agents de la Gestapo, les croisières montrent une image dégradée de l'idéal nazi : les fonctionnaires du parti et les membres des classes moyennes fournissent le gros des vacanciers, loin devant les ouvriers, au sein desquelles les jeunes femmes célibataires, dont le comportement est jugé amoral par la Gestapo, sont surreprésentées ; de plus, les comportements des passagers les uns par rapport aux autres sont facteurs de tensions et de désillusions, et les conférences idéologiques ne s'avèrent d'aucune efficacité.
Discréditée dès l'avant-guerre, la Force par la Joie semble n'avoir rempli aucun des objectifs que ses concepteurs nationaux-socialistes lui ont allouée : elle est perçue comme une agence de voyages et non comme un élément constitutif de la communauté nationale. Elle est d'ailleurs qualifiée de Bordel de Bonzes, Bonzenbordell, par la Gestapo.